# Станко Радмиловић
Станко Радмиловић (Ољаси, код Славонске Пожеге, 21. јул 1936 — Нови Сад, 24. новембар 2018) био је доктор економских наука и друштвено-политички радник СФРЈ и СР Србије.

## Биографија
Завршио је Економски факултет у Осијеку, индустријски смер, а касније је на Економском факултету у Београду докторирао из области финансијских инвестиција.
Радну каријеру је започео 1960. године на пословима планирања у љеваоници железа у Славонској Пожеги, а 1963. године је прешао ДИП „Липа” где је био финансијски директор и помоћник генералног директора. Године 1967. је постао финансијски директор фабрике цемента у Беочину, а 1971. прелази у Војвођанску банку, где је био шеф краткорочног кредитирања. Поново се 1973. године враћа у Беочинску фабрику цемента, где је био заменик генералног директора. Након три године прелази у Војвођанску банку, где је био помоћник генералног директора, члан Пословодног одбора и директор Економског центра за планирање, развој и научно-истраживачки рад све до 1986. године. Током 1982. године је учествовао у изради Дугорочног програма економске стабилизације, а првенствено у делу Антиинфлационог програм. Године 1984. је био члан Комисије за израду Програма реконстркције монетарног система и стратегије опоравка југословенске економије.
Од 1986. до 1988. године је био делегат САП Војводине у Већу република и покрајина Скупштине СФР Југославије, а од фебруара до децембра 1989. године је био члан Председништва ЦК СК Југославије. Током 1988. године је био члан Комисије Савезног извршног већа за реформу привредног система. Децембра 1989. године је био изабран за председника Извршног већа Скупштине СР Србије. Био је последњи једнопартијски председник Владе, односно Извршног већа. Током његовог мандата Скупштина је 28. септембра 1990. године усвојила нови Устав којим је из назива Републике Србије био избачен префикс социјалистичка, а 23. децембра 1990. су одржани први вишепартијски избори. Након парламентaрних избора, 15. јануара 1991. године била је формирана нова Влада на челу са Драгутином Зеленовићем.
Од фебруара до јула 1991. године био је самостални научни саветник у Војвођанској банци, а потом је до децембра исте године био вршилац дужности генералног директора Нафтне индустрије Србије. Од 1992. до 1994. године је поново био самостални научни саветнику Војвођанској банци. Године 1994. је био један од иницијатора оснивања и највећи акционар Финанцинг центра у Новом Саду и до 2001. године је био његов генерални директор. У периоду од 1995. до 1997. године је био члан Економског савета Владе СР Југославије, а од 1996. до 1998. године је био председник Секције за банкарство Савеза економиста Србије.
Упоредо са привредно-политичком каријером, бавио се и радом на Универзитету. Године 1980. је био изабран за доцента за предмет Економска политика Југославије на Правном факултету у Новом Саду, а 1992. године је добио звање ванредног професора економије на Техничком факултету „Михајло Пупин” у Зрењанину. У звање редовног професора економије на Универзитету у Новом Саду изабран је 1994. године.
Преминуо је 24. новембра 2018. године у Новом Саду. Сахрањен је 26. новембра на Католичком гробљу у Сремској Каменици.